# 守門員 (冰球)
在冰球比赛中，守门员（或）是负责阻止冰球进入本队球网，从而阻止对方球队得分的防守球员。守门员通常在球网前面的区域内或附近活動，该区域称为球门得分區域（通常简称为折线或球网）。守门员倾向于停留在或超过折痕的顶部以减少能夠進球的區域跟角度。在当今的守门时代，有两种常见的防守姿勢，蝶式和混合式（混合式是传统的站立式和蝶式技术的混合）。對應冰球射门的強度，守门员穿着特殊的装备，旨在保护身体免受直接撞击。守门员是冰上最重要的球员之一，因为他们的表现可以极大地改变比赛的结果。尤其在例如突围和点球大战一对一的狀況下，往往能突出守门员的技術的強弱。在賽事進行的任何时间，每支球队在冰上的守门员不得超过一名。守门员位置不是強制需要的，球隊可以选择用這個名額替換成与一名额外的上場球员，但這樣導致的防守劣势通常是在比赛后期落后时背水一戰無其他方案時，或是用於拖延比賽時間尋找機會反敗為勝的策略（如果受罚球队触球，比赛将停止）。